# Rova von Antananarivo

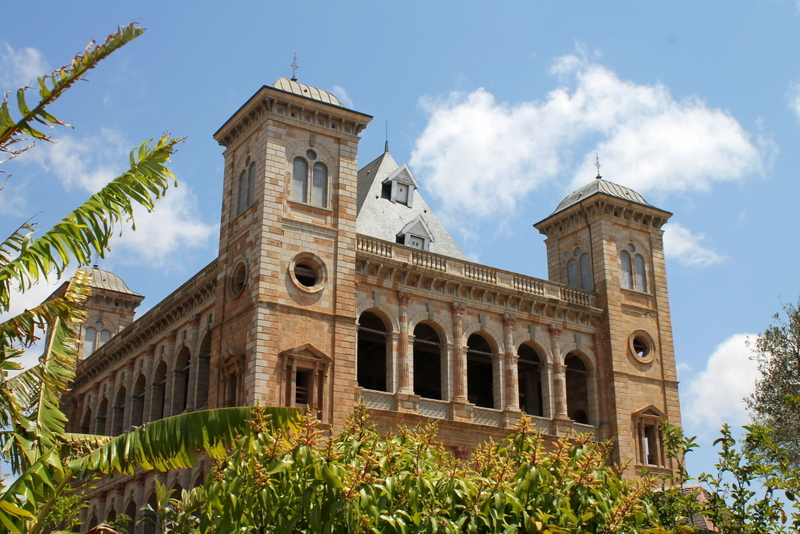
Rova 2015

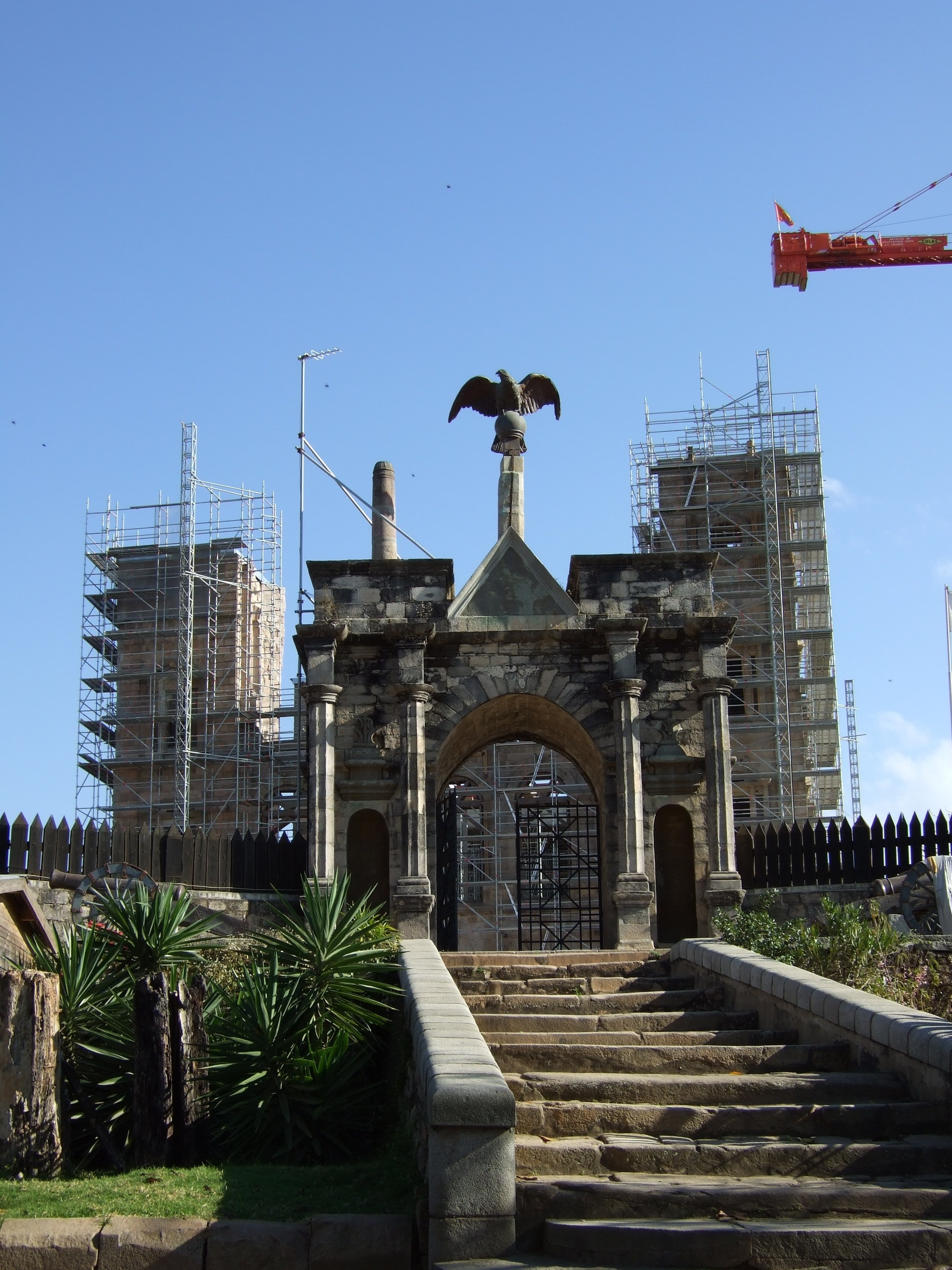
Wiederaufbau des Rova nach dem Feuer von 1995

Der Rova von Antananarivo ist der ehemalige Königspalast Madagaskars. Er liegt in einer Höhe von 1462 m auf der höchsten Erhebung der Hauptstadt, dem Analamanga („blauer Wald“), und befindet sich damit fast 200 m über den Stadtvierteln der Unterstadt.
Das Wort rova steht im Madagassischen für eine befestigte Anlage oder einen eingezäunten Bereich, wird aber in der Regel für die Beschreibung eines Königspalastes benutzt.

## Geschichte

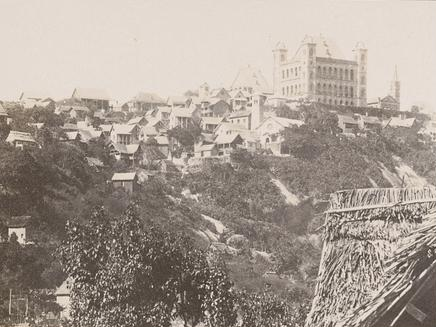
Der Palast der Königin und weitere Gebäude im Rova (1898)

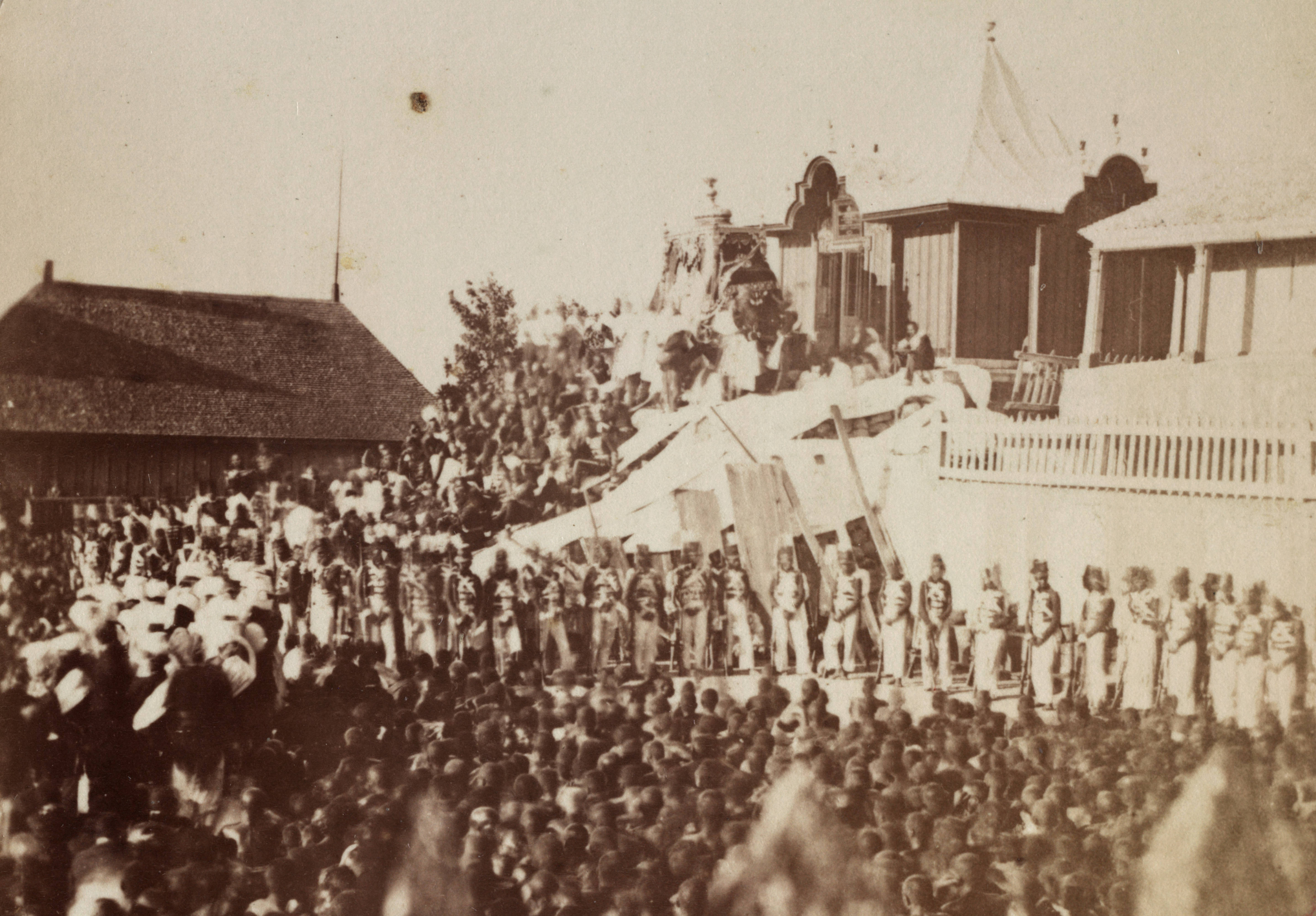
Beisetzung der Königin Rasoherina auf dem Rova von Antananarivo, 1868

Der Rova von Antananarivo war bis Ende des 19. Jahrhunderts, als Madagaskar von den Franzosen besetzt wurde, der Hauptsitz der Könige von Madagaskar und königliches Machtzentrum der ganzen Insel Madagaskar. Die Anfänge des Palastareals gehen auf das Jahr 1610 zurück, als König Andrianjaka hier den ersten Palast errichtete. Zu dieser Zeit war der Königssitz von Antananarivo nur Zentrum eines von mehreren Königreichen auf Madagaskar. Mit der Eroberung Antananarivos durch Andrianampoinimerina begann 1794 die politische Einigung Madagaskars.
Das Gelände des Rova von Antananarivo (Zustand 1995) bestand aus sechs Palastbauten unterschiedlicher Epochen, den Königsgräbern und einer evangelischen Kirche. Die historischen Gebäude entstanden zwischen 1610 und 1896, wobei immer wieder ältere Konstruktionen den neuen und größeren Palästen weichen mussten. Die Fläche des Areals nahm über die Jahrhunderte ständig zu und umfasst heute 13.000 m².
Der Rova fiel am 6. November 1995 einem Brand zum Opfer, nur Steinbauten wie der Palast der Königin und der Tempel blieben zumindest von der Fassade erhalten. Die Wiederaufbaumaßnahmen zogen sich wegen begrenzter finanzieller Mittel lange hin, konnten aber zu den Feier der 50-jährigen Unabhängigkeit Madagaskars im Juni 2010 im Wesentlichen abgeschlossen werden.